# Pesaguero
Pesaguero è un comune spagnolo di 378 abitanti situato nella comunità autonoma della Cantabria, comarca di Liébana.